# Centris nigrofasciata
Centris nigrofasciata är en biart som beskrevs av Heinrich Friese 1899. Centris nigrofasciata ingår i släktet Centris och familjen långtungebin. Inga underarter finns listade.